# 南溪毛蕨
南溪毛蕨（学名：Cyclosorus nanxiensis），为金星蕨科毛蕨属下的一个植物种。